# Svenskskor
Svenskskor, becksömsskor eller ibland näverskor,
 var förr en bland allmogen i Sverige vanlig typ av lågsko med kraftiga mellansulor av flera lager näver fastsydda med becktråd. Underst fanns en slitsula av läder. Ibland beslogs istället nävern med metallstift. Skorna med näversula kallades svenskskor till skillnad från tyskskor, som betecknade skor med en sula helt i läder. Becktråden utgjordes av tvinnat lingarn som smordes med beck.
Den här typen av skor tillverkades troligen under senmedeltiden och med säkerhet på 1500-talet. Under renässansen och barocken var de mode bland de högre sociala skikten och syns på porträtt från den tiden. Svenskskor var vanliga bland bönder och tjänstefolk i Sverige från 1600-talet och långt in på 1800-talet. Under 1700-talet hade det blivit den vanligaste skotypen bland dessa, men användes även av borgarklassen i städerna. Skorna ska ha varit "billiga, slitstarka och varma".
Näverskor kan också beteckna skor eller tofflor gjorda av flätad näver.

## Bildgalleri

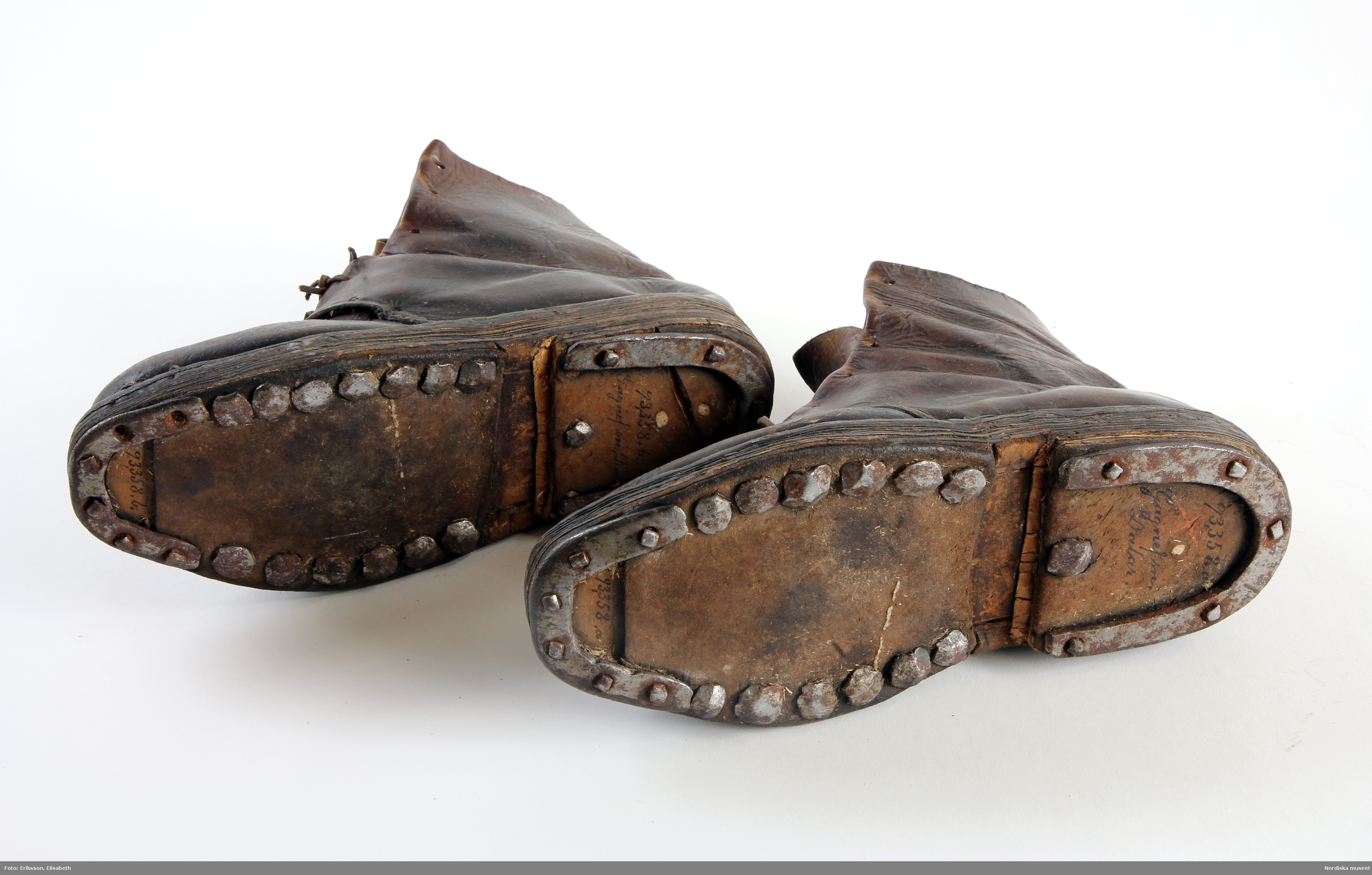
Svenskskor, i detta fall som snörkängor. Skorna har en mellansula av flera lager näver.
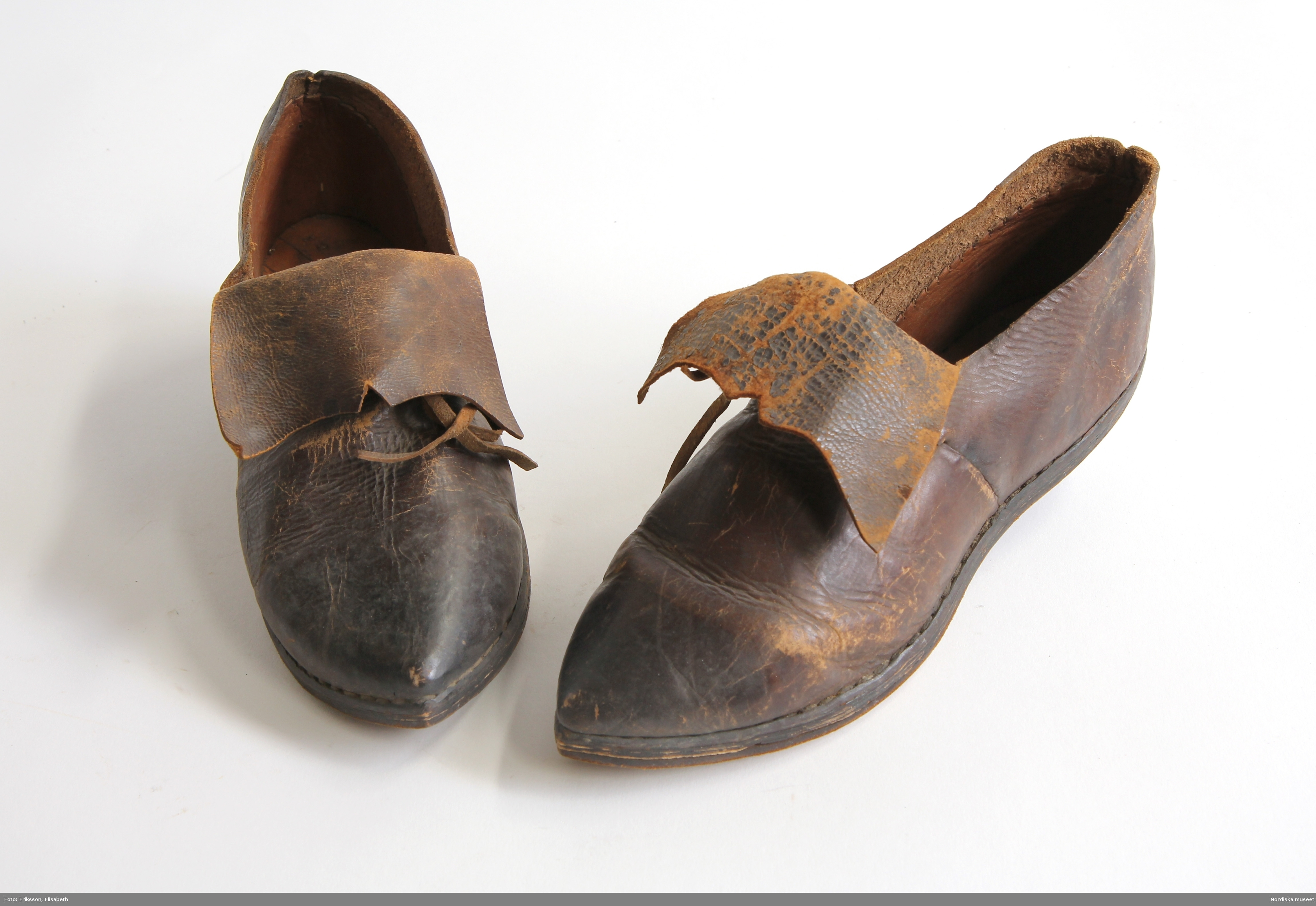
Näverskor från Järvsö socken i Hälsingland.
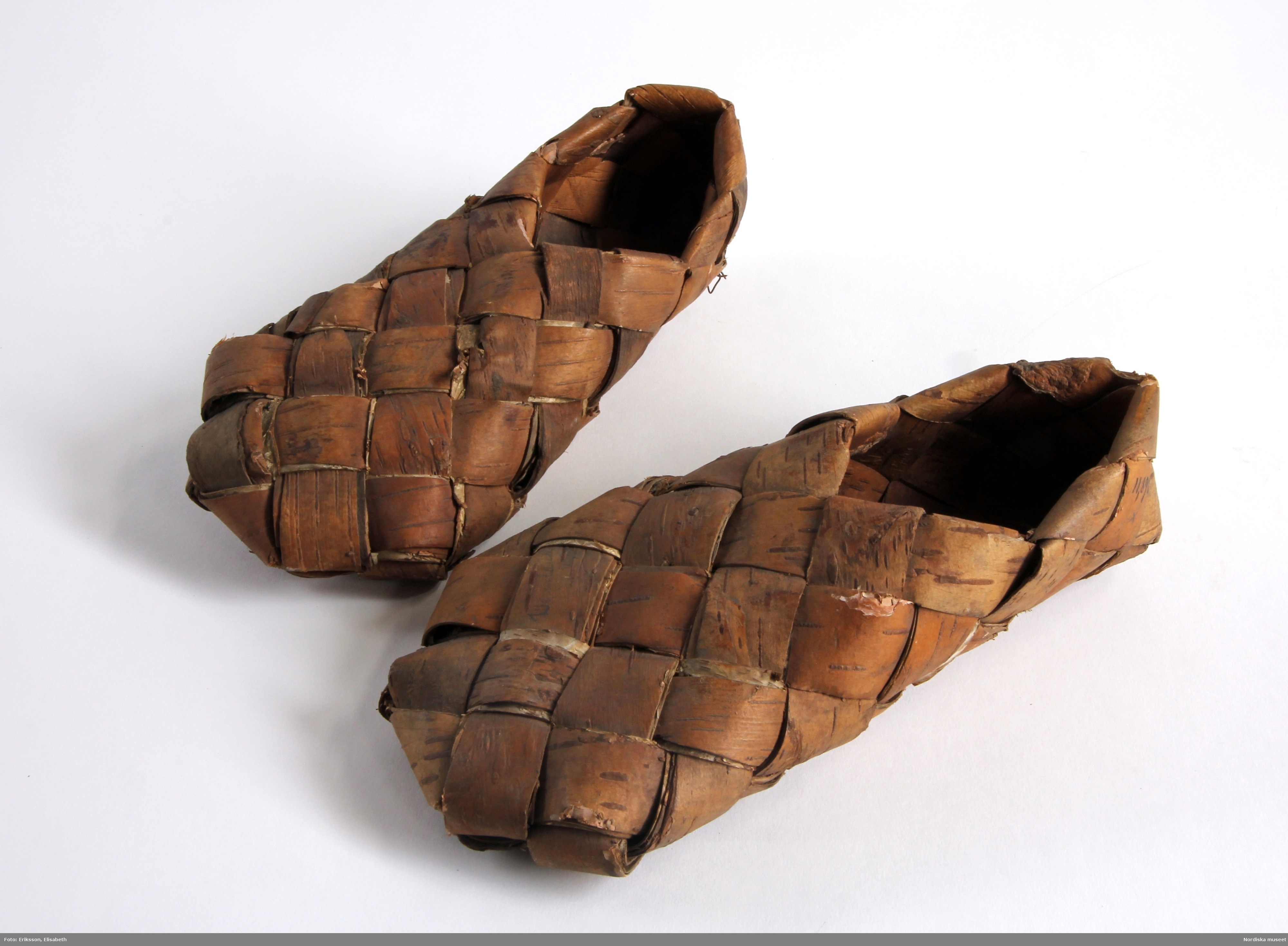
Näverskor av flätad näver.